# Denise Coates
Denise Coates CBE (n. 26 septembrie 1967, Stoke-on-Trent, Anglia, Regatul Unit) este o femeie de afaceri miliardară britanică, fondatoarea și directorul executiv al companiei de jocuri de noroc online Bet365. Începând cu luna mai 2018, revista Forbes a estimat valoarea netă de 4,6 miliarde de dolari.